# Margarita Belén
Margarita Belén is een plaats in het Argentijnse bestuurlijke gebied Primero de Mayo in de provincie Chaco. De plaats telt 5.547 inwoners.